# Lanzo Torinese
Lanzo Torinese is een gemeente in de Italiaanse provincie Turijn (regio Piëmont) en telt 5296 inwoners (31-12-2004). De oppervlakte bedraagt 10,4 km², de bevolkingsdichtheid is 509 inwoners per km².

## Demografie
Lanzo Torinese telt ongeveer 2445 huishoudens. Het aantal inwoners daalde in de periode 1991-2001 met 1,7% volgens cijfers uit de tienjaarlijkse volkstellingen van ISTAT.
| Jaar | Inwoneraantal |
| ---- | ------------- |
| 1991 | 5228          |
| 2001 | 5141          |

## Geografie
De gemeente ligt op ongeveer 525 m boven zeeniveau.
Lanzo Torinese grenst aan de volgende gemeenten: Monastero di Lanzo, Coassolo Torinese, Pessinetto, Balangero, Germagnano, Cafasse.